# Lẽ thường (sách)
Lẽ thường là một tài liệu ngắn do Thomas Paine viết. Tài liệu này được xuất bản mà không đề tên tác giả vào ngày 14 tháng 2 năm 1776 trong khoảng thời gian cuộc Cách mạng Hoa Kỳ vừa bộc phát. Lẽ Thông Thường, được ký tên "Tác giả là một người Anh", và trở nên tác phẩm bán chạy nhất thời gian ấy. So với dân số khiêm tốn của các thuộc địa Mỹ Châu thời đó, cuốn sách ngắn này đạt kỷ lục xuất bản lịch sử ở Hoa Kỳ. Lẽ Thông Thường giới thiệu đến cư dân các xứ thuộc địa Mỹ Châu một luận điểm cho cuộc cách mạng giành độc lập tách khỏi nền trị vì của Đế quốc Anh khi dân các xứ thuộc địa vẫn còn tranh cãi xem có nên tuyên bố độc lập ra khỏi Anh Quốc. Ông Paine trình bày lập luận theo lối (văn phong cổ) dựa vào nhiều điển tích trong Kinh Thánh mà phần lớn cư dân Mỹ Châu là giáo dân đều hiểu được. Ông bỏ qua lối hành văn dùng nhiều lý lẽ triết học và dùng thuật ngữ La-tinh của đa số nhà văn thời đó. Tác giả đã trình bày lý luận giống như một bài giảng kinh và dựa vào nhiều điển tích trong Kinh Thánh để trình bày luận điểm của mình với độc giả ở các xứ thuộc địa Mỹ Châu. Tác giả đã liên kết việc tiến hành cách mạng giành độc lập với những niềm tin phổ biến của người theo đạo Tin Lành ty nạn tôn giáo ở Mỹ Châu thời ấy và nêu bật cá tính đặc trưng của chính trường Hoa Kỳ. Nhà sử học Gordon S. Wood đã mô tả Lẽ Thông Thường là tác phẩm ngắn "phổ biến nhất và mạnh mẽ nhất trong suốt thời kỳ cách mạng Mỹ".

## Chi tiết về xuất bản và tái bản
Ấn loát và phát hành bởi nhà xuất bản Robert Bell, Third Street, Philadelphia, tác phẩm ngắn này đã bán 120,000 bản trong 3 tháng đầu tiên, và 500,000 bản trong năm đầu tiên. Tác giả Paine đã hiến tặng toàn bộ tiền nhuận bút cho lực lượng của tướng George Washington.

## Nội dung tác phẩm
Bìa sách liệt kê 4 nội dung chính sau đây, và dẫn điển tích trong kinh thánh, James Thomson phổ thơ trong bài "Tự do" năm 1735:
Con người sẽ không có Chúa tể nào khác ngoài kẻ đã dựng nên Thiên Đàng,
Hay những người được tiến cử và cái đẹp (mỹ) chuẩn y.— James Thomson, "Liberty"

### I. Về nguồn gốc chính phủ, bình luận Hiến pháp Anh Quốc
Chính phủ do con người dựng nên với ý thức nhằm phục vụ chung cho nhu cầu tốt đẹp của xã hội. Cách thức tổ chức hệ thống chính phủ của Anh Quốc bao gồm 3 thành phần: người đứng đầu hoàng gia, các đại diện quý tộc và hội đồng thường dân cùng với quyền lực quá rộng rãi của người đứng đầu hoàng gia.

### II. Về chế độ vương quyền và dòng dõi quý tộc
Cấu trúc Hiến pháp Anh Quốc (như trên) đã không mang lợi ích đến cho các thuộc địa Mỹ Châu, mà thực tế kềm hãm sự phát triển thịnh vượng của Mỹ Châu, xuất phát từ nhu cầu phải khống chế quyền lực của nhân dân các xứ thuộc địa bởi vai trò "bảo hộ" của Đế quốc Anh.

### III. Về hiện trạng nước Mỹ thời điểm hiện tại (1776)
Nêu lên các mối quan tâm của các tầng lớp khác nhau của 13 xứ thuộc địa Mỹ Châu khi cân nhắc việc tuyên bố độc lập và tách ra khỏi sự "bảo hộ" của Đế quốc Anh.

### IV. Về tiềm năng nước Mỹ
Phân tích tiềm năng về tài chính và quân sự của 13 xứ thuộc địa Mỹ Châu trong khả năng tự cường và tự phát triển.